# Football Manager 2013
El Football Manager 2013 es un videojuego de deportes desarrollado por Sports Interactive en 2012 para Microsoft Windows y Mac OS X.

## Argumento
La versión de este año permite tomar el control de cualquier club en más de 50 países de todo el mundo e incluye todas las ligas más importantes de Europa, así como la base de datos de más de 500 0000 jugadores y cuerpo técnico del mundo real.

## Presentación
El 6 de septiembre de 2012, FM13 se anunció oficialmente a la prensa a través de una videoconferencia de prensa en el canal de Youtube de Sports Interactive. Se confirmó que en el juego se incluyen más de 900 nuevas características, incluyendo una nueva manera de jugar que se llama Classic Football Manager. Se confirmó que el juego sería lanzado antes de vacaciones de Navidad de 2012.
El 27 de septiembre se anunció en la página de Facebook de Football Manager que el juego sería lanzado a la medianoche del 2 de noviembre de 2012.

## Nuevas características

### Motor del juego
El motor de partidos en 3D ha visto grandes mejoras este año. Todo en el terreno de juego se ve más realista, desde los estadios, el movimiento de los jugadores, la inteligencia y la forma en que la bola se mueve a través del aire.
También se introdujeron cientos de nuevas animaciones para hacer que el juego se sienta más realista y se ha hecho toda la experiencia más televisiva con la introducción de nuevos ángulos de cámara y mostrando el silbato inaugural y final.

### Funciones del mánager
Otra diferencia notable es la reestructuración significativa del cuerpo técnico y una renovación de sus roles. La más obvia es que hemos introducido el cargo de Director de Fútbol en el juego por primera vez, lo que permitirá a los mánagers a transmitir parte de su carga de trabajo, tales como las negociaciones del contrato, si así lo desean.
Además de esto, también se han aumentado el número de funciones de entrenamiento especializado en el juego y se dio al mánager mayor flexibilidad para elegir qué entrenadores ofrecen asesoramiento y cuándo. El mánager también puede optar por quejarse de la interferencia de reuniones.

### Entrenamiento
Este año, hay una renovación total de la formación del equipo, con un nuevo panel de visión general simplificada que combina la formación general y la preparación del partido. Dar a los jugadores un descanso después de una gran victoria o arrastrarlos a entrenar al día siguiente de mal desempeño. Ahora se puede incluso enviar al entrenador para adquirir más tarjetas de capacitación para mejorar las habilidades y enviar toda la plantilla de distancia en un campo de entrenamiento.

## Recepción y crítica
- Meristation: 9/10[1]
- Gamespot: 8/10[2]
- IGN: 9/10[3]
- Game Rankings: 85.75/100[4]